# DNA-Modifikation
Eine DNA-Modifikation ist die lokale Abänderung der chemischen Grundstruktur von Erbsubstanz (Desoxyribonukleinsäure) an einer bestimmten Nukleotidposition.

## Eigenschaften
Die Abfolge der Grundbausteine (DNA-Sequenz) der Erbsubstanz wird bei einer DNA-Modifikation nicht verändert. Durch DNA-Modifikationen kann die Art, in der die genetische Information der Erbsubstanz (DNA) genutzt wird, gezielt variiert werden. Bei Änderungen mit dem Zweck der Regulation der Transkription spricht man vom epigenetischen Code.
Eine wichtige DNA-Modifikation stellt die DNA-Methylierung dar, welche vielfältige biologische Funktionen hat. Weitere DNA-Modifikationen sind beispielsweise Strukturänderungen der DNA (Z-DNA, supercoiled DNA) und Phosphorylierungen an den Enden von DNA.
DNA-Modifikationen können, obwohl sie die Nukleotidsequenz nicht ändern, die Aktivierung von Genen beeinflussen, was als epigenetische Regulation bezeichnet wird. 